# Suore di Santa Marta (Ventimiglia)
Le Suore di Santa Marta sono un istituto religioso femminile di diritto pontificio: i membri di questa congregazione pospongono al loro nome la sigla C.S.S.M.

## Storia

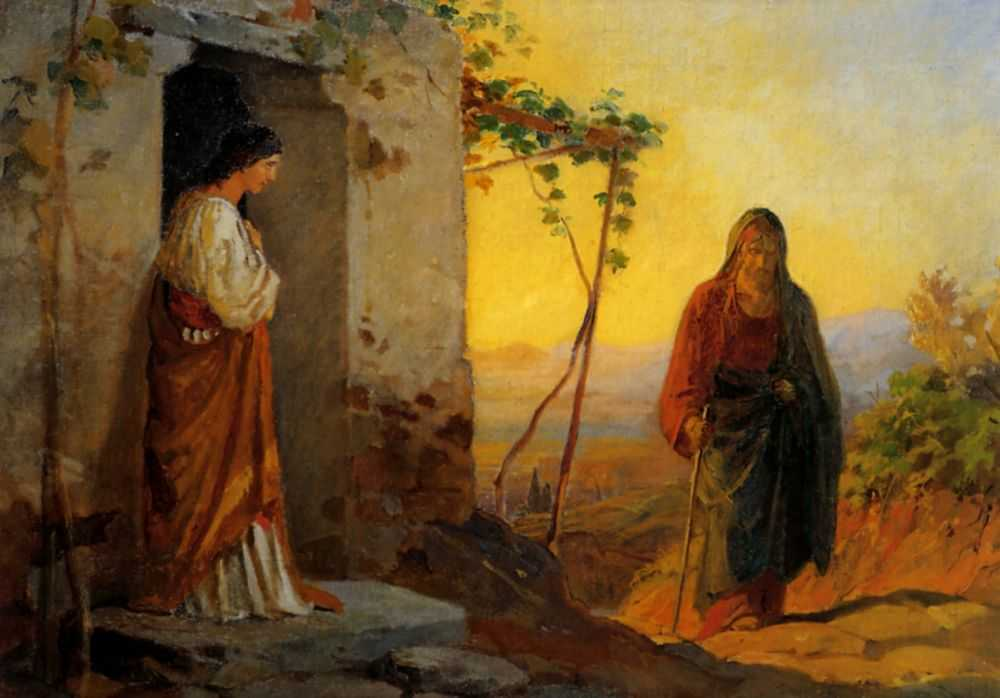
Santa Marta accoglie Gesù in casa: dipinto di Nikolaj Nikolaevič Ge

La congregazione venne fondata a Ventimiglia il 15 ottobre 1878 dal vescovo Tommaso Reggio (1818-1901).
Desiderando affidare la cucina e il guardaroba del seminario e del convitto vescovile a una comunità di religiose, Reggio raccolse alcune ragazze della sua diocesi, preparò per loro dei regolamenti e le pose sotto il patrocinio di santa Marta, Hospita Christi, simbolo della vita attiva: le prime otto aspiranti ricevettero l'abito religioso l'8 settembre 1880 e l'anno seguente ebbe luogo la prima professione religiosa dei voti.
Dopo il trasferimento di Reggio da Ventimiglia a Genova (1892) la congregazione aprì una filiale a Chiavari, ma quando la città venne sottratta alla giurisdizione dell'arcivescovo genovese e venne eretta in diocesi (1895), poiché le suore dipendevano dagli ordinari locali, la congregazione si divise in due rami autonomi (6 dicembre 1895): i due rami si riunirono nel 1972.
L'istituto ottenne il pontificio decreto di lode il 13 maggio 1928 e le sue costituzioni vennero approvate definitivamente dalla Santa Sede il 21 maggio 1935.
Il fondatore venne beatificato da papa Giovanni Paolo II in piazza San Pietro a Roma il 3 settembre 2000.

## Attività e diffusione
Le Suore di Santa Marta si dedicano all'istruzione e all'educazione cristiana della gioventù in scuole primarie, secondarie e superiori e ad altre opere di assistenza (ad anziani, malati, rifugiati).
Oltre che in Italia, sono presenti nelle Americhe (Argentina, Brasile, Cile, Messico) e in Asia (India, Libano); la sede generalizia è in via Virginio Orsini a Roma.
Al 31 dicembre 2008 la congregazione contava 527 religiose in 63 case.